# Randa Ghazy
Randa Ghazy (Saronno, 21 dicembre 1986) è una scrittrice italiana.
Nata in Italia da genitori egiziani, si è laureata in Relazioni internazionali all'Università degli Studi di Milano.
Nel 2002 è uscito il suo primo racconto Sognando Palestina (Fabbri) che ha avuto un notevole successo (il libro è stato tradotto in 16 paesi). L'opera è il ritratto di un'amicizia tra un gruppo di ragazzi che vivono nei territori occupati di Gaza. Nel 2005 è stato pubblicato il suo secondo libro Prova a sanguinare. Quattro ragazzi, un treno, la vita (Fabbri). Nel 2007 il suo racconto, Lettere volanti viene inserito nella raccolta curata da Paolo Cavagna e Raffaele Taddeo Il carro di Pickipò.
Il suo primo libro autobiografico è del 2007: Oggi forse non ammazzo nessuno. Storie minime di una giovane musulmana stranamente non terrorista (Fabbri), storia filtrata da una ironia corrosiva sugli immigrati di seconda generazione.
Ha scritto articoli su vari periodici italiani (L'Espresso, Panorama, Internazionale) circa la condizione dei migranti.